# Pomaderris pallida
Pomaderris pallida är en brakvedsväxtart som beskrevs av N. A. Wakefield. Pomaderris pallida ingår i släktet Pomaderris och familjen brakvedsväxter. Inga underarter finns listade i Catalogue of Life.